# Maivesjaure
Maivesjaure är en sjö i Jokkmokks kommun i Lappland och ingår i Luleälvens huvudavrinningsområde. Sjön har en area på 5,44 kvadratkilometer och ligger 333 meter över havet. Sjön avvattnas av vattendraget Maivesjåkkå (Pälkasjåkkå).

## Delavrinningsområde
Maivesjaure ingår i det delavrinningsområde (741441-163575) som SMHI kallar för Utloppet av Maivesjaure. Medelhöjden är 409 meter över havet och ytan är 51,28 kvadratkilometer. Räknas de 10 avrinningsområdena uppströms in blir den ackumulerade arean 141,73 kvadratkilometer. Maivesjåkkå (Pälkasjåkkå) som avvattnar avrinningsområdet har biflödesordning 3, vilket innebär att vattnet flödar genom totalt 3 vattendrag innan det når havet efter 247 kilometer. Avrinningsområdet består mestadels av skog (82 procent). Avrinningsområdet har 5,96 kvadratkilometer vattenytor vilket ger det en sjöprocent på 11,6 procent.